# Соціалістична партія Австрії
Соціалістична партія Австрії (нім. Sozialistische Partei Österreichs) заснована в квітні 1945 року в результаті об’єднання соціал-демократів й учасників створеної після заборони (у 1934 році) СДПА нелегальної організації «Революційні соціалісти».

## Історія
Значною мірою соціалісти сприйняли реформаторську ідеологію й традиції соціал-демократичної партії. У квітні-листопаді 1945 разом з представниками АНП й КПА представники СПА входили до складу тимчасового уряду Австрійської республіки, який очолював один з лідерів соціал-демократів Карл Реннер. 
У 1945—1966 роках СПА разом з Австрійською народною партією формувала коаліційні уряди; з 1966 року перебувала в опозиції; у квітні 1970 року сформувала однопартійний уряд (федеральний канцлер Бруно Крайський). 
З 1945 року представники СПА займали пост президента Австрії. 
У 1947 році група діячів партії на чолі з секретарем правління Шарфом виступила проти реформістської політики СПА; цих діячів було виключено з партії й вони 1948 року заснували Соціалістичну робітничу партію, яка 1956 року об'єдналася з комуністичною партією. 
В травні 1958 року надзвичайний з'їзд СПА у Відні ухвалив програму партії, що проголошувала реформи єдиним шляхом до встановлення соціалізму. У цей час лідери СПА виступають проти будь-яких контактів з австрійськими комуністами.
У галузі зовнішньої політики СПА неодноразово заявляла, що виступає за збереження постійного нейтралітету Австрії, за зміцнення європейської безпеки тощо. 
Нині партію перейменовано на Соціал-демократичну партію Австрії.